# Matías Sangrador
Matías Sangrador y Vitores ( o Vítores con tilde), (Valladolid el 24 de febrero de 1819-ídem, 29 de abril de1869) fue un jurista e historiador español. 

## Trayectoria
Se doctoró en leyes y ejerció la magistratura en Burgos en 1867. Fue miembro de la Academia de Historia y escritor. Entre sus obras destacan la publicación en 1851 del Tomo I de Historia de la muy noble y leal ciudad de Valladolid y en 1854 el Tomo II y en 1859 La vida de San Pedro Regalado.  Introdujo en sus trabajos históricos datos estadísticos, cuantitativos en demografía y economía.  Es un referente importante para la historiografía vallisoletana.
Participó en la creación de una “Biblioteca Histórica Asturiana”, en la que publicó su Historia de la Administración de Justicia y el Antiguo Gobierno del Principado de Asturias y colección de sus Fueros, Cartas Pueblas y Antiguas Ordenanzas. 
Fue nombrado caballero de la Orden de Carlos III y en 1868 caballero de la Orden Americana de Isabel la Católica, como premio a sus méritos profesionales.

## Obras
- Historia de Valladolid (1851) (reprint: Valladolid: Caja de Ahorros y Monte de Piedad, 1979)
- De San Pedro Regalado patrón de Valladolid (1859) (reprint: Valladolid: Maxtor).
- Valladolid. Historia de la muy noble y leal ciudad (reprint: Valladolid: Maxtor).